# The Daedalus Encounter
The Daedalus Encounter — компьютерная игра 1995 года, гибрид квеста и игры-головоломки. Игра выполнена в виде интерактивного кино с живыми актёрами. Выпущена Virgin Interactive, распространялась для IBM PC, Apple Macintosh, и игровой консоли 3DO.

## Сюжет
В игре три основных персонажа, космических десантника на пространствах межзвёздной войны: Кейси (альтер эго игрока), Эйри (Тиа Каррере) и Зак (Кристиан Бошер). В прологе истории их космический корабль подвергается нападению, и Кейси, придя в сознание, обнаруживает, что всё, что от него осталось — его мозг заключённый в колбу жизнеобеспечения. Но Кейси не так беспомощен — колба установлена на борту корабля; с помощью сенсоров, выведенных на панель контроля, он может управлять системами военного судна, а главное — его верные напарники снова с ним. Правда, беседовать с ними затруднительно, так у Кейси больше нет рта. Всё что ему остаётся это посылать модулированные импульсы вида «да/нет» вместо ответов на их вопросы.
Очнувшись, Кейси узнаёт ещё одну новость: галактический конфликт закончился, и теперь они переквалифицировались в космических пиратов, вынужденных искать в глубинах космоса и грабить заброшенные, безлюдные корабли, ставшие мрачными памятниками минувшей войны. Во время одного из таких рейдов корабль Кейси терпит крушение от столкновения с загадочным инопланетным космическим аппаратом. Два судна оказываются спаянными воедино и движутся к звезде. Времени мало и Кейси придётся помочь своим товарищам раскрыть тайну «Дедала».
Трио героев должно исследовать огромный корабль пришельцев и решить множество загадок (в духе знаменитого квеста Myst, родоначальника жанра подобных игр). Будут загадки с разноцветными лазерными лучами и зеркалами, логическая игра — своеобразная версия «точек», бои с агрессивной инопланетной расой. Логические загадки перемежаются действиями актёров, их общение с игроком иногда принимает комедийную форму.

## Разработка
Игра была разработана студией Mechadeus, дистрибуцией занималась Virgin Interactive.
Киносъёмки проводил режиссёр Скотт Эверс по сценарию Марка Джиамбруно и Нэда Миллера. Съёмки проходили на студии Cinerent Stage A в Сан-Франциско. Через два года после работы над этой игрой Эверс руководил съёмками для ещё одной компьютерной игры: Star Wars Jedi Knight: Dark Forces II.

## Версии для различных платформ
Игра вышла для трёх платформ: 3DO, Macintosh и PC. В редакции для консоли 3DO видео полноэкранное; в остальных — оконное, в обрамлении стилизованного интерфейса (в Windows-версии можно переключаться в полноэкранный режим). PC-версия содержит несколько «багов», которые так и не были исправлены разработчиками.
Игра не стала хитом на системах Microsoft Windows, но запомнилась пользователям Macintosh, так как после издания она входила в пакет мультимедиа, поставлявшегося с компьютерами «линейки» Macintosh Performa.

## Критика
В 1995 году журнал Entertainment Weekly оценил игру рейтингом «B+» и разместил рецензию, в которой, в частности, говорилось: «Похоже, большинство гейм-разработчиков никак не могут органично совместить интерактивные элементы с кинематографическими», далее издание отмечает, что длинный ролик в начале игры приходится каждый раз просматривать заново, если игрок совершает какую-либо оплошность. В рецензии сказано: «высокая технологичность постановки и напряжённый сюжет захватывают внимание игрока в достаточной степени, чтобы он терпеливо пережидал эпизоды, в которых ему ничего не остаётся, кроме как наблюдать за происходящим на экране». Также издание отмечает очевидное влияние, которое оказали на авторов The Daedalus Encounter различные фильмы (трилогия о «чужих», сериал «Вавилон-5») и компьютерные игры (The 7th Guest). Участие Тиа Каррере названо главным козырем в продвижении игры на рынке: «Каррере удачно дебютировала на мультимедиа. Но её роль настолько беспроигрышна, что успеха в ней добилась бы практически любая актриса». Выделяя недостатки игры, рецензент отмечает «смесь из надуманных диалогов и бессмысленных сюжетных ходов» с одной стороны, и чрезмерную сложность некоторых эпизодов с другой. «Эта игра — настоящая находка, благодаря неподдельной напряжённой атмосфере таинственности и фантастичности, остро ощущаемой игроком».
Делясь своими впечатлениями от Windows-версии The Daedalus Encounter, Эдриан Кармоди из Quandary выставил игре 2,5 «звезды» из 5, и назвал её "большим прогрессом по сравнению с Critical Path, отметив лучшую постановку и «более осмысленный геймплей». Кармоди также заявил, что «головоломки — основа данной игры», и что если игроку нравится Entombed, то ему должна прийтись по вкусу и The Daedalus Encounter, благодаря сходному игровому процессу: множество закрытых дверей, для прохождения каждой из которых нужно решить логическую задачу. Кармоди также отмечает, что загадки в игре очень разные по уровню сложности — «от чрезвычайно простых до кошмарно сложных», но к счастью, предусмотрена система подсказок. Кармоди с восторгом отозвался о графике, одобрил актёрскую игру, диалоги назвал «понятными, не вычурными, но и не примитивными». Не понравилась ему система сохранения игры — только перед началом главных пазлов — «проблема в том, что трудно определить, какой из пазлов главный». Также сохранение невозможно, если решать загадки не в определённом порядке. «Если вы пропустили какой-то пазл, то лучше загрузить сохранённую игру, иначе практически невозможно будет добраться до следующей точки сохранения».